# Center for the History of Women Philosophers and Scientists
Das Center for the History of Women Philosophers and Scientists, kurz Center HWPS, ist ein Projekt an der Universität Paderborn, das sich der Erforschung von Philosophinnen und Wissenschaftlerinnen in verschiedenen Epochen der jüngeren Geschichte widmet.

## Projekte

### Projektbeschreibung
Geleitet wird das Projekt von Ruth Hagengruber. Das Center wurde am 24. Oktober 2016 an der Universität Paderborn eröffnet und ist das erste seiner Art in Europa. Forschungsbereiche sind u. a. frühe Vertreterinnen der Phänomenologie wie Edith Stein, Gerda Walther und Hedwig Conrad-Martius sowie Frauen in der europäischen Aufklärung wie Luise Gottsched und Émilie Du Châtelet. Außerdem stellt das Center eine Online-Enzyklopädie für Konzepte von Philosophinnen (ECC) bereit. Das Center organisiert Tagungen, Sommerkurse und Kolloquien. Es wird von der Universität Paderborn und vom Ministerium für Kultur und Wissenschaft des Landes Nordrhein-Westfalen gefördert. Außerdem verleiht das Center jährlich den Elisabeth of Bohemia Prize.

### Encyclopedia of Concise Concepts by Women Philosophers
Die Encyclopedia of Concise Concepts by Women Philosophers, kurz ECC, ist ein Begriffslexikon, das seit 2018 online ist. Die aufgelisteten Begriffe stammen ausschließlich aus den Schriften von Autorinnen, und jeder Eintrag erklärt die Bedeutung eines philosophischen Konzepts in den Werken der entsprechenden Philosophin oder Wissenschaftlerin. Das Lexikon wird laufend von internationalen Forschern erweitert. Alle Artikel werden vor der Veröffentlichung einem peer-review Verfahren unterzogen. Herausgeberinnen sind Ruth Hagengruber und Mary Ellen Waithe.

### Conversations with Diotima
Das Projekt „Conversations with Diotima“ ist ein englischsprachiges Video-Talk-Format des HWPS. Der Name spielt an auf die Belehrung des Sokrates durch Diotima in Platons Dialog Symposion. Die Beiträge werden im Interview-Stil mit Experten für die jeweiligen Philosophinnen bzw. deren Fachgebiete geführt. Veröffentlicht werden die Conversations auf der Plattform YouTube.

## Forschungsbereiche

### Women in Early Phenomenology
Der Fokus des Forschungsbereichs „Women in the Early Phenomenology“ liegt auf Frauen in der frühen Bewegung der Phänomenologie, insbesondere auf den Münchener-Göttinger Phänomenologinnen Gerda Walther und Hedwig Conrad-Martius, die neben Edith Stein zur Entwicklung der Phänomenologie als philosophische Disziplin beigetragen haben. Teil der Forschung ist die Transkription und Übersetzung der unveröffentlichten Manuskripte aus dem Nachlass von Gerda Walther und Hedwig Conrad-Martius ins Englische und deren Vorbereitung für die Veröffentlichung.

### Projekte zu Emilie Du Châtelet
Émilie du Châtelet war eine französische Philosophin, Physikerin und Mathematikerin der frühen Aufklärung, die sich unter anderem mit den Theorien von Isaac Newton und Gottfried Wilhelm Leibniz zur Physik auseinandergesetzt hat. Das Projekt Du Châtelet's Foundations of Physics ist als Leitfaden und Lektürehilfe zu ihrem Hauptwerk Institutions de Physique (1740/42) zu verstehen, mit dem Ziel, das Werk für ein breiteres Publikum zugänglich zu machen.
Der Forschungsbereich „Emilie Du Châtelet between Leibniz and Kant“ widmet sich der Erforschung Châtelets als Vermittlerin zwischen den Theorien von Leibniz und Kant. Das Projekt war Teil der internationalen Libori Summer School.
Das Projekt „The St Petersburg Manuscripts“ ist eine Kooperation des Centers mit der russischen Nationalbibliothek zu den dort in der Voltaire-Sammlung aufbewahrten Manuskripten von Émilie du Châtelet. Die Sankt Petersburger Manuskripte wurden 2020 in der ersten digitalen und der ersten kritischen Edition veröffentlicht.